# Campionat del món d'escacs de 1908

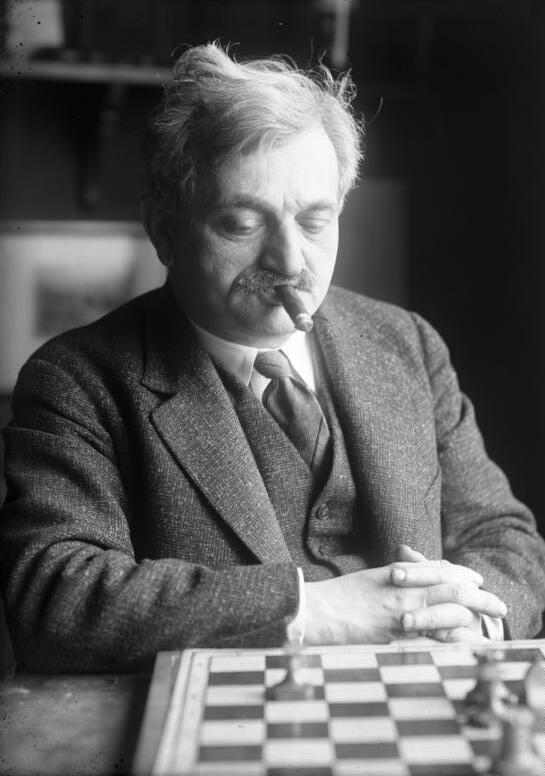
Fotografia d'Emanuel Lasker.

El Campionat del món d'escacs de 1908 va ser un torneig d'escacs pel títol de campió del món entre el campió regnant Emanuel Lasker i Siegbert Tarrasch que va tenir lloc a Düsseldorf i Múnic, Alemanya, entre el 17 d'agost de 1908 i el 30 de setembre de 1908. Lasker va guanyar el matx pel resultat de vuit partides guanyades, tres derrotes i cinc taules (+8 -2 =5), i així va retenir el seu títol.

## Resultats
El primer jugador a guanyar vuit partides seria el campió del món.
|                   | 1 | 2 | 3 | 4 | 5 | 6 | 7 | 8 | 9 | 10 | 11 | 12 | 13 | 14 | 15 | 16 | Victòries | Total |
| ----------------- | - | - | - | - | - | - | - | - | - | -- | -- | -- | -- | -- | -- | -- | --------- | ----- |
| Emanuel Lasker    | 1 | 1 | 0 | 1 | 1 | = | 1 | = | = | 0  | 1  | 0  | 1  | =  | =  | 1  | 8         | 10½   |
| Siegbert Tarrasch | 0 | 0 | 1 | 0 | 0 | = | 0 | = | = | 1  | 0  | 1  | 0  | =  | =  | 0  | 3         | 5½    |
Lasker va retenir el seu títol.